# Campionato africano maschile di pallacanestro 1993
Il 17º Campionato Africano Maschile di Pallacanestro FIBA si è svolto dal 18 al 28 settembre 1993 a Nairobi in Kenya. Il torneo è stato vinto dall'Angola.
I Campionati africani maschili di pallacanestro sono una manifestazione biennale tra le squadre nazionali del continente, organizzata dalla FIBA Africa, all'epoca AFABA.

## Squadre partecipanti
| Gruppo A                   | Gruppo B                                   |
| -------------------------- | ------------------------------------------ |
| Algeria Kenya Mali Senegal | Angola Costa d'Avorio Egitto Gabon Tunisia |

## Fase a gironi

### Gruppo A
| Pos | Squadra   | G | V | P | PF  | PS  | DP  | Pt | Qualificazione |
| --- | --------- | - | - | - | --- | --- | --- | -- | -------------- |
| 1   | Senegal   | 3 | 3 | 0 | 253 | 183 | +70 | 6  | Semifinali     |
| 2   | Kenya (H) | 3 | 1 | 2 | 208 | 219 | −11 | 4  | Semifinali     |
| 3   | Algeria   | 3 | 1 | 2 | 195 | 236 | −41 | 4  |                |
| 4   | Mali      | 3 | 1 | 2 | 209 | 227 | −18 | 4  |                |

| Nairobi 1993 | Kenya | 80 – 50 (41-30) referto | Algeria |  |

| Nairobi 1993 | Senegal | 91 – 58 (54-30) referto | Kenya |  |

| Nairobi 1993 | Algeria | 86 – 65 (42-38) referto | Mali |  |

| Nairobi 1993 | Senegal | 71 – 66 (36-32) referto | Mali |  |

| Nairobi 1993 | Mali | 78 – 70 (32-31) referto | Kenya |  |

| Nairobi 1993 | Senegal | 91 – 59 (45-58) referto | Algeria |  |

### Gruppo B
| Pos | Squadra        | G | V | P | PF  | PS  | DP   | Pt | Qualificazione |
| --- | -------------- | - | - | - | --- | --- | ---- | -- | -------------- |
| 1   | Egitto         | 4 | 4 | 0 | 373 | 314 | +59  | 8  | Semifinali     |
| 2   | Angola         | 4 | 3 | 1 | 362 | 254 | +108 | 7  | Semifinali     |
| 3   | Costa d'Avorio | 4 | 2 | 2 | 309 | 319 | −10  | 6  |                |
| 4   | Tunisia        | 4 | 1 | 3 | 342 | 379 | −37  | 5  |                |
| 5   | Gabon          | 4 | 0 | 4 | 255 | 375 | −120 | 4  |                |

## Fase a eliminazione diretta

### Tabellone
|  | Semifinali | Semifinali | Semifinali |        |        | Finale          | Finale          | Finale          |  |
|  |            |            |            |        |        |                 |                 |                 |  |
|  | Angola     | Angola     | 91         |        |        |                 |                 |                 |  |
|  | Angola     | Angola     | 91         |        |        |                 |                 |                 |  |
|  | Senegal    | Senegal    | 80         |        |        |                 |                 |                 |  |
|  | Senegal    | Senegal    | 80         |        | Angola | Angola          | 69              |                 |  |
|  |            |            |            |        | Angola | Angola          | 69              |                 |  |
|  |            |            | Egitto     | Egitto | 61     |                 |                 |                 |  |
|  | Egitto     | Egitto     | Egitto     | Egitto | 61     | 79              |                 |                 |  |
|  | Egitto     | Egitto     |            |        |        | 79              |                 |                 |  |
|  | Kenya      | Kenya      | 56         |        |        | Finale 3º posto | Finale 3º posto | Finale 3º posto |  |
|  | Kenya      | Kenya      | 56         |        |        |                 |                 |                 |  |
|  |            |            |            |        |        |                 |                 |                 |  |
|  |            |            |            |        |        | Senegal         | Senegal         | 90              |  |
|  |            |            |            |        |        | Senegal         | Senegal         | 90              |  |
|  |            |            |            |        |        | Kenya           | Kenya           | 76              |  |

### Finali 5º/8º posto
| Nairobi 1993 | Mali | 72 – 68 (32-32) referto | Tunisia |  |

| Nairobi 1993 | Algeria | 2 – 0 | Costa d'Avorio |  |

### Semifinali
| Nairobi 27 settembre 1993 | Angola | 91 – 80 (48-38) referto | Senegal |  |

| Nairobi 27 settembre 2021 | Egitto | 79 – 56 (44-29) referto | Kenya |  |

### Finale 3º/4º posto
| Nairobi 28 settembre 1993 | Senegal | 90 – 76 (53-39) referto | Kenya |  |

### Finale
| Nairobi 28 settembre 1993 | Angola | 69 – 61 (30-19) referto | Egitto |  |

## Classifica finale
| Posizione | Nazione        | Record |
| --------- | -------------- | ------ |
| Oro       | Angola         | 5-1    |
| Argento   | Egitto         | 5-1    |
| Bronzo    | Senegal        | 4-1    |
| 4         | Kenya          | 1-4    |
| 5         | Algeria        | 2-2    |
| 6         | Costa d'Avorio | 2-3    |
| 7         | Mali           | 2-2    |
| 8         | Tunisia        | 1-4    |
| 9         | Gabon          | 0-4    |

Angola ed Egitto si qualificano per il Campionato mondiale maschile di pallacanestro del 1994 tenutosi in Canada.

## Premi individuali
MVP del torneo:  Étienne Preira